# Tông Trạch
Tông Trạch (chữ Hán: 宗泽, 1060 – 1128), tên tự là Nhữ Lâm, người Nghĩa Ô, Chiết Giang, nhà chính trị, nhà quân sự kiệt xuất trong cuộc đấu tranh kháng Kim cuối Bắc Tống, đầu Nam Tống, anh hùng dân tộc Trung Hoa.

## Thiếu thời
Tông Trạch sinh ra trong một gia đình làm ruộng nghèo nàn, nhưng có truyền thống học tập ở Thạch Bản Đường – một thôn miền núi Nghĩa Ô. Phụ thân Tông Thuấn Khanh là phần tử trí thức trong thôn làng. Ông từ nhỏ đã theo anh cả Tông Ốc tham gia lao động, lúc nông nhàn được cha ông dạy cho đọc sách biết chữ.
Vào khoảng 10 tuổi, nhà Tông Trạch dời đến một nơi giao thông tiện lợi, thương mại, văn hóa phát đạt chỉ cách thị trấn chừng 3 dặm. Tại đây, ông thấy nền chính trị hủ bại của vương triều nhà Tống và nguy cơ ngoại xâm rình rập, từ đây trong lòng manh nha tư tưởng cứu nước cứu dân. Chưa đến 20 tuổi, Tông Trạch quả quyết rời nhà đi học, trải qua hơn 10 năm, học tập ở vài mươi địa phương. Ông không chỉ hết lòng cầu học, nghiên cứu điển yếu của người xưa, mà còn học lấy cái học thực tế, khảo sát xã hội, tìm hiểu dân tình, truy cầu cái đạo trị nước không nghỉ; theo đuổi quan điểm chỉnh đốn quan lại là giải quyết tình hình chính trị hủ bại; đồng thời mắt thấy nước Liêu, Tây Hạ tiến công, sinh ra mong muốn bảo vệ biên cương, vì nước ra sức. Từ đó Tông Trạch quyết tâm nghiên cứu binh thư, khổ luyện võ nghệ. Do vậy, Tông Trạch nhanh chóng trở thành một thanh niên học rộng biết nhiều, văn võ toàn tài, có lý tưởng và hoài bão.
Năm Nguyên Hữu thứ 6 (1091), nhà Tống tiến hành tỉnh thí, điện thí. Tông Trạch từ xa đến phủ Khai Phong dự tỉnh thí (do Lễ bộ tổ chức). Sau khi vượt qua tỉnh thí, bước vào điện thí, Tông Trạch không kể đến quy định về giới hạn số chữ, viết hơn vạn chữ, phơi bày tệ nạn đương thời, còn phê bình triều đình khinh suất tin lời Ngô Xử Hậu vu hãm mà biếm nhân sĩ phái cải cách là Thái Xác (1037 – 1093) đến Lĩnh Nam, cho rằng cái họa đảng phái (chữ Hán: 朋党之祸, bằng đảng chi họa) là từ việc này. Quan chủ khảo cho rằng lời của ông thẳng thắn, có ý ngỗ ngược, xếp ông vào loại "mạt khoa", cho làm "đồng tiến sĩ xuất thân" .
Khi ấy Tống Thần Tông (1048 – 1085) mất đã 6 năm, các biện pháp cải cách bị xóa bỏ, hoạt động đảng phái bị cấm ngặt, tình hình chính trị rất đen tối. Tông Trạch vào lúc đỗ tiến sĩ đã 32 tuổi, nhưng vẫn không vội làm quan, là do hoàn cảnh chính trị bấy giờ vô cùng nguy hiểm và tàn bạo.

## Sự nghiệp

### Làm quan vì dân
Năm Nguyên Hữu thứ 8 (1093), Tông Trạch được phái đến huyện Quán Đào, phủ Đại Danh làm huyện úy, kiêm công việc của huyện lệnh. Tông Trạch đến nhậm chức chưa đến một tháng, đã phán xét hết những vụ án cũ được tố tụng nhiều năm, bộc lộ tài năng xử lý chính vụ của mình, rất được các chức lại tín nhiệm và kính ngưỡng.
Năm Thiệu Thánh thứ 2 (1095), tri phủ Lữ Huệ Khanh lệnh cho Tông Trạch cùng đi tuần thị công trình tu sửa đê Hoàng Hà. Khi ấy Tông Trạch vừa có tang con trai cả, ông cố nén đau lòng, nhận lệnh lên đường. Lữ Huệ Khanh sau khi biết được, khen ngợi rằng: "Thật là một người vì nước quên nhà." Bấy giờ, trời rét đất cứng, Tông Trạch trong khi tuần thị phát hiện không ít dân công ngã lăn bên đường, lập tức dâng thư lên trên, kiến nghị tạm dừng công trình, đợi đến mùa xuân trời ấm lại làm tiếp. Triều đình đồng ý, mùa xuân năm sau, đê hoàn thành.
Từ năm Nguyên Phù thứ nhất (1098) đến năm Chính Hòa thứ 4 (1114), Tông Trạch làm tri huyện của 4 huyện Long Du, Cù Châu; Giao Thủy, Lai Châu; Triệu Thành, Tấn Châu; huyện Dịch, Lai Châu. Ông làm quan hơn 20 năm, luôn hết lòng hết sức, tạo phúc cho dân, nên chính tích lừng lẫy, được dân chúng yếu mến cậy nhờ. Nhưng bấy giờ gian thần nắm quyền, suốt một thời gian dài ông không được đề bạt và trọng dụng.
Lo ngại Liêu, Kim không ngừng xâm lấn, nhà Tống muốn tăng cường việc biên phòng miền bắc, hạ lệnh lấy 4 châu như Đăng Châu làm "thứ biên", cần đề bạt, tuyển chọn quan viên mẫn cán, có thành tích nhận chức thông phán. Năm Chính Hòa thứ 5 (1115), Tông Trạch thăng chức làm Đăng Châu thông phán. Ruộng đất của quan viên tông thất ở khu vực Đăng Châu có đến mấy trăm khoảnh, đều bỏ không, tô thuế phải nộp hằng năm lên hơn vạn quan tiền, đều chuyển lên người trăm họ. Sau khi nhậm chức, Tông Trạch phẫn nộ dâng thư lên triều đình, trình bày thực tình, cuối cùng trăm họ Đăng Châu không phải nộp khoản tô thuế ngoại ngạch nặng nề đó nữa.
Tông Trạch ở trong quan trường, càng ngày càng nhận rõ sự hủ bại tập đoàn thống trị vương triều nhà Tống, cảm thấy bản thân khó mà làm được gì. Năm Tuyên Hòa thứ nhất (1119), nhằm phản đối Tống – Kim kết minh trên biển, Tông Trạch vin cớ mình đã 60 tuổi, xin cáo lão về quê, được ân chuẩn và ban cho hư hàm chủ quản Hồng Khánh Tự ở phủ Ứng Thiên , bèn quay về quê nhà Đông Dương, huyện Lân, Nghĩa Ô, muốn soạn sách đến cuối đời ở hang núi Lư Sơn. Sau đó có người vu cáo là miệt thị đạo giáo, ông bị phát phối, "biên quản" (nghĩa là giam lỏng) ở Trấn Giang. Trong thời gian Tông Trạch bị biên quản, phu nhân Trần thị bệnh mất.
Năm Tuyên Hòa thứ 4 (1122), Tống Huy Tông cử hành đại điển tế tự, ban hành đại xá, Tông Trạch mới được trả tự do, đầu tiên giữ chức giám sát việc thu thuế rượu ở Trấn Giang, 2 năm sau được điều đi nhậm chức Ba Châu thông phán. Bấy giờ nước Kim ở phương bắc quật khởi, Tống – Liêu - Kim chính vào lúc này đang triển khai những cuộc đấu tranh kịch liệt, một người luôn âu lo cho nước cho dân như Tông Trạch lại bị điều đi Ba Châu ở biên thùy tây nam, hoàn toàn trái với ý nguyện của ông. Tông Trạch đã làm "Cổ nam phú", "Trùng tu Anh Huệ hầu nghĩa tế miếu ký",… tả cảnh trữ tình, than khóc cho tấm lòng của mình không được ai biết đến, biểu đạt nguyện vọng thà làm "tướng quân bị chặt đầu", chứ không làm "tướng quân đầu hàng".

### Trấn thủ Từ Châu
Đầu năm Tĩnh Khang thứ nhất (1126), nhờ ngự sử Trần Quá Đình tiến cử, triều đình triệu Tông Trạch lên kinh, nhậm chức Đài gián. Tông Trạch tiếp nhận chiếu thư, không kể tuổi tác đã cao, lập tức ngày đêm lên đường, sau khi đến kinh tức thì dâng lên Tống Khâm Tông "tấu đối tam sách", hết sức kháng Kim, phản đối cầu hòa, sau này còn nhiều lần dâng thư trình bày chủ trương kháng Kim.
Đại quân Kim lần thứ 2 nam hạ, Khâm Tông đưa Tông Trạch ra tiền tuyến Từ Châu nhậm chức Tri phủ. Đầu tháng 8 cùng năm, Tông Trạch đưa theo 10 binh sĩ già yếu, hăng hái lên đường nhận nhiệm vụ. Ông đến thẳng Từ Châu, ra sức phát động mọi người tu sửa tường thành, đào thông sông hộ thành, chiêu mộ sĩ tốt, tổ chức nghĩa binh, thi hành binh dân hợp nhất, tiến hành biện pháp vừa chiến đấu vừa làm ruộng, vì thế người kéo đến như mây; lại đem hết bạc trong kho, còn bỏ cả tiền lương của mình ra thu mua mấy vạn cân lương thực, chuẩn bị đầy đủ quân lương. Dưới lời kêu gọi của Tông Trạch, trăm họ tranh nhau hiến lương thực, tiền bạc, kiên trì đấu tranh chống Kim.
Tháng 10 năm đó, quân Kim vây đánh cửa ngõ của phương bắc là Chân Định, Khâm Tông không phái viện binh, chỉ trao cho Tông Trạch cái hàm rỗng Hà Bắc nghĩa binh tổng quản, mệnh cho ông đưa quân đi cứu. Sau khi hạ được Chân Định, quân Kim chia đường nam hạ, đưa hơn ngàn kỵ binh tấn công Từ Châu. Tông Trạch mặc giáp cầm qua lên thành chỉ huy chiến đấu, mệnh cho binh sĩ dùng nỏ "Thần tý" bắn xuống, sau khi thế công của quân Kim tan rã thì mở toang cửa thành, thừa thế thả quân đuổi theo, chém hơn trăm tên giặc, bắt được một lượng lớn chiến lợi phẩm. Đây là lần đầu tiên quân Kim bị đánh bại, có tác dụng to lớn cổ vũ đấu chí của quân Tống ở khu vực Hà Sóc.

### Hưởng ứng Cần vương
Tháng 11 cùng năm, quân Kim chia 2 đường đông tây trước sau kéo đến Khai Phong, một lần nữa bao vây đô thành nhà Tống. Khâm Tông lấy Triệu Cấu làm Binh mã đại nguyên soái, Tông Trạch, Uông Bá Ngạn làm Phó nguyên soái, mệnh cho bọn họ đưa binh mã Hà Bác đến cần vương.
Đầu tháng 12, Triệu Cấu truyền hịch gọi các cánh quân Cần vương đến Đại Danh phủ tập họp. Sau khi tiếp được mệnh lệnh, Tông Trạch lập tức đưa 2000 binh sĩ từ Từ Châu xuất phát, đội gió đụt tuyết, đến Đại Danh đầu tiên, đề nghị Triệu Cấu nhanh chóng ra quân, nhưng Triệu Cấu không có ý ra quân, nên chỉ nghe rồi để đấy. Tông Trạch lại yêu cầu, Triệu Cấu chỉ đem một bộ phận binh mã giao cho Tông Trạch, mệnh cho ông đi trước đến Khai Đức phủ.
Tháng giêng năm Tĩnh Khang thứ 2 (1127), Tông Trạch từ Đại Danh đến Khai Đức, trên đường cùng quân Kim giao chiến 13 lượt, hễ đánh là thắng, đến đóng quân ở Khai Đức. Tháng 2, Tông Trạch tiếp tục tiến về Khai Phong, đánh tan quân Kim ngăn trở, liên tiếp hạ được Nam Hoa, Vệ Nam, Vi Thành,… cách Khai Phong không còn xa. Lúc này, Triệu Cấu lui về Đông Bình, Tế Châu, ngồi xem Tông Trạch cô quân khổ chiến. Tông Trạch tuy liên tiếp thắng lợi, nhưng binh lực có hạn, không thể phá vỡ vòng vây Khai Phong trùng trùng của quân Kim.
Bắc Tống diệt vong, ngày 1/5/1127 Triệu Cấu tại Nam Kinh, Ứng Thiên phủ lên ngôi Hoàng Đế, đổi niên hiệu là Kiến Viêm, chính là Tống Cao Tông. Ông ta mệnh cho Tông Trạch làm Đông Kinh lưu thủ kiêm Khai Phong phủ doãn, gia chức Duyên Khang Điện học sĩ.

### Cố thủ Khai Phong
Ngày 17/6 năm Kiến Viêm thứ nhất (1127), Tông Trạch đến Khai Phong, bắt đầu chỉnh đốn trật tự xã hội, an định lòng dân:
- Bắt hết những kẻ cấu kết với quân Kim tác oai tác quái, đem ra chính pháp nhằm thanh trừng hết nội ứng của giặc;
- Nghiêm cấm cướp bóc, trừng trị gian thương, thực hiện chính sách giới hạn giá cả;
- Kêu gọi mọi người đào thông Biện Hà, Ngũ Trượng Hà, đem hàng hóa các nơi không ngừng chuyển đến Khai Phong, khôi phục thuế muối.

Do quản lý có phương pháp, Tông Trạch rất nhanh tái hiện được cảnh tượng phồn vinh, buôn bán tấp bập, hàng hóa đầy đủ, vật giá bình ổn ở Khai Phong.
Đồng thời, Tông Trạch tăng cường công tác phòng vệ Khai Phong. Ông kêu gọi mọi người gia cố tường thành, khơi sông đào hào, chế tạo dụng cụ phòng ngự. Ông tổ chức lại quân Tống rải rác trong ngoài Khai Phong, cùng quân chính quy hiệp đồng tác chiến. Nhằm đối phó với kỵ binh Kim, ông chế tạo 1200 cỗ chiến xa "Quyết Thắng". Tông Trạch cho mở rộng phạm vi phòng ngự, lựa chọn những nới hiểm yếu, xây dựng 24 đồn lũy kiên cố, phái hàng vạn binh sĩ đến trú phòng; ven Hoàng Hà cắm trại ngang dọc liên tiếp nhau, chia binh mà giữ; nhậm lấy trách nhiệm phòng vệ suốt 72 dặm Tần Hà, Khai Phong phủ và 16 huyện thuộc Bình Than phủ, lệnh cho đào các hào rãnh sâu đến vài trượng, ngoài rãnh ngầm rắc chông, đề phòng kỵ binh Kim xung kích. Như vậy từ Khai Phong đến nam Hoàng Hà đã được xây dựng một hệ thống phòng ngự sâu rộng, đây là biện pháp phòng vệ Khai Phong mạnh nhất mà nhà Tống từng có.
Tông Trạch trị quân nghiêm minh, thể tuất tướng sĩ, đối với các lộ quân Tống đều coi như nhau, tàn binh Tống tản mác khắp vùng Hà Sóc đều nhanh chóng tụ họp về dưới quyền ông, trong đó có không ít tướng soái kiệt xuất. Nhạc Phi cũng là một trong số đó.
Đầu tháng 12 năm Kiến Viêm thứ nhất (1127), quân Kim chia 3 đường nam hạ, ý đồ trước hết đánh chiếm Khai Phong, rồi nhân đó tiêu diệt vương triều Nam Tống. Tông Trạch điều binh khiển tướng chi viện cho Trịnh Châu, Hoạt Châu nhằm chia bớt thế công của quân Kim nhắm vào Khai Phong.
Tháng giêng năm Kiến Viêm thứ 2 (1128), Niêm Hãn soái đại đội nhân mã từ Trịnh Châu tập kích Khai Phong, tiến đến cầu gỗ cách thành 7 dặm, hoàn toàn rơi vào ổ mai phục của Tông Trạch. Quân Tống xông ra, 4 mặt vây đánh, quân Kim tan rã, quân Tống thừa thắng thu phục Duyên Tân, Tạc Thành, Hà Âm,… đuổi đến Hoạt Châu, phá hủy doanh trại chứa đầy lương thảo, quân nhu của quân Kim cách thành Hoạt Châu 30 dặm về phía tây. Tháng 2, Niêm Hãn quay trở lại, Tông Trạch một lần nữa đánh bại quân Kim ở Hoạt Châu, tàn binh Kim vượt Hoàng Hà bỏ trốn. Khi Tông Trạch còn sống, người Kim không dám phát động thêm một cuộc tấn công đại quy mô vào Khai Phong nào nữa, vương triều Nam Tống được an toàn.

### Chuẩn bị bắc phạt
Trong khi tổ chức bố phòng, Tông Trạch không ngừng dâng sớ xin Cao Tông hồi loan, Cao Tông chỉ hứa suông. Tháng 10 năm Kiến Viêm thứ nhất, lấy danh nghĩa tuần hành, Cao Tông từ Nam Kinh chạy đến Dương Châu.
Sau khi đánh tan quân Kim, cho rằng thời cơ bắc phạt đã đến, Tông Trạch một mặt điều binh khiển tướng, một kêu gọi hàng binh hàng tướng người Liêu trong quân Kim làm phản, kêu gọi các dân tộc bị quân Kim bắt làm nô lệ cùng hợp sức chống Kim.
Từ tháng 7 năm Kiến Viêm thứ nhất đến tháng 5 năm Kiến Viêm thứ 2, Tông Trạch liên tiếp dâng lên 24 phong "Khất hồi loan sớ", đây là "Khất hồi loan 24 sớ" nổi tiếng trong lịch sử. Vào tháng giêng, tháng 3, tháng 5, Tông Trạch 3 lần sai thuộc hạ Phạm Thế Duyên, Hô Duyên Thứ Thăng và con trai Tông Dĩnh đến Dương Châu trực tiếp tấu lên tình hình chuẩn bị và kế hoạch vượt sông vào tháng 6, xin Cao Tông chủ trì đại kế bắc phạt.
Cao Tông chẳng những cự tuyệt, mà còn đâm ra nghi ngờ Tông Trạch. Tháng 5, Cao Tông phái Thị vệ mã quân Đô chỉ huy sứ Quách Tuân làm Đông Kinh phó lưu thủ, nhằm giám sát Tông Trạch, ngăn trở kế hoạch vượt sông vào tháng 6. Tông Trạch tận mắt trông thấy công sức của mình sắp trở thành bọt nước, ưu phẫn thành tật, phát nhọt đầy lưng, bệnh tình ngày càng nguy kịch.
Ngày 12/7 năm Kiến Viêm thứ 2 (1128), Tông Trạch vào lúc lâm chung, không nói một lời về việc nhà, trong lòng không quên việc bắc phạt, hô to 3 tiếng "Vượt sông! Vượt sông! Vượt sông!" rồi trút hơi thở cuối cùng. Con trai Tông Dĩnh và ái tướng Nhạc Phi đưa linh cữu của ông về hợp táng với phu nhân Trần thị ở núi Kinh Hiện, Trấn Giang.
Tông Trạch được truy tặng làm Quan Văn điện đại học sĩ, Thông nghị đại phu, thụy hiệu là Trung Giản.

## Đánh giá
Tông Trạch chưa thể đuổi được quân Kim, lấy lại đất đai đã mất, khôi phục vương triều Tống thống nhất như ước nguyện, nhưng ông đã bảo vệ thành công tiền tiêu kháng Kim là Khai Phong, đánh tan đại quân Kim xâm phạm, cứu vãn vương triều Nam Tống thêm một thời gian nữa.
Trong cuộc đấu tranh kháng Kim vệ quốc, Tông Trạch là người giương cao ngọn cờ đầu, là tấm gương sáng được mọi người noi theo. Tông Trạch tuyển quân trữ lương, chiêu mộ hào kiệt Yên, Triệu, chờ ngày vượt sông. Vậy mà chí lớn không thành, ôm hận mà chết, thật khiến cho người ta đau xót.
Phương pháp tổ chức binh dân hợp nhất và chí lớn bắc phạt của Tông Trạch được danh tướng Nhạc Phi học tập và kế tục.